# Kuman
Ne doit pas être confondu avec : Nick Kuman, homme politique papou-néo-guinéen ; Miguel Angel Santiso, joueur de beach soccer espagnol surnommé Kuman
Le kuman est une langue parlée dans la province Simbu de Papouasie-Nouvelle-Guinée, dans les Hautes-Terres (Highlands). Le kuman appartient à la famille de langues de Trans-Nouvelle-Guinée, qui sont des langues papoues. Parlé par 200 000 personnes, il a plus de locuteurs natifs que n'importe quelle autre des huit cents langues (environ) de Papouasie-Nouvelle-Guinée, à la seule exception de l'enga.
En 1994, environ 12,5 % des locuteurs du kuman étaient monolingues. Les autres avaient le tok pisin pour deuxième langue, et 25 % environ parlaient également l'anglais ou une autre langue locale. Le kuman est utilisé pour les trois premières années à l'école dans sa province d'origine. Toujours en 1994, environ un locuteur natif sur huit savait lire et écrire en kuman.

## Typologie
Le kuman est une langue SOV.